# Таннел-Крик (национальный парк)
Национальный парк Таннел-Крик (англ. Tunnel Creek National Park) — национальный парк в округе Кимберли штата Западная Австралия, расположенный в 1845 км к северо-востоку от столицы штата Перта и в 390 км к востоку от Брума. Площадь парка составляет 90 га.
Главной достопримечательностью парка является природная пещера, через которую протекает Таннел-Крик. В пещере были найдены многочисленные наскальные рисунки аборигенов и натёчные образования, украшающей стены. Пещера была убежищем воина-аборигена Джандамарры, убитого у входа в пещеру в 1897 году. Парк входит в заповедник Девонский риф.

## География
Парк расположен в хребте Напьер и занимает площадь 91 га. Хребет состоит из известняка и представляет собой остатки системы девонских рифов, образовавшейся около 350 млн лет назад.
Туннельный компонент парка имеет длину около 750 м, он проходит под землёй и является одной из старейших пещерных систем в Западной Австралии. Риф был впервые обнажён около 250 млн лет назад, и тогда же начали формироваться первые пещерные системы, нынешние пещерные системы были образованы около 20 млн лет назад.
Пещера достигает максимальной высоты 12 м и максимальной ширины 15 м. Ручей когда-то был известен как «Пещера летучих мышей», где обитало по крайней мере пять видов летучих мышей. На дне пещеры есть крупные водоёмы, в которых обитают пресноводные крокодилы. Бассейны указывают на то, что уровень грунтовых вод находится только чуть ниже нынешнего дна перщеры, и вода течёт через территорию только после сильных дождей.

## Галерея

Пещера Таннел-Крик
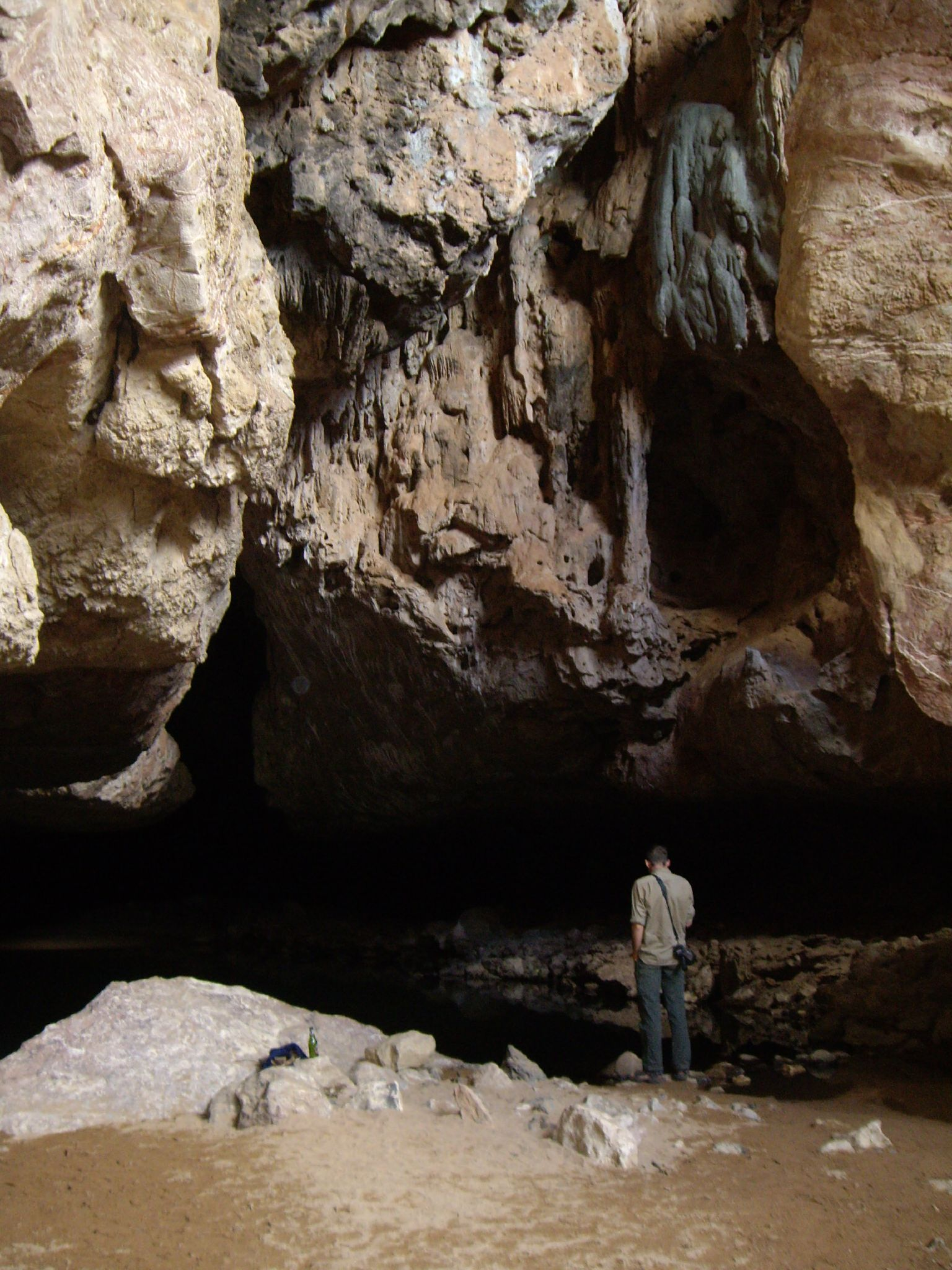
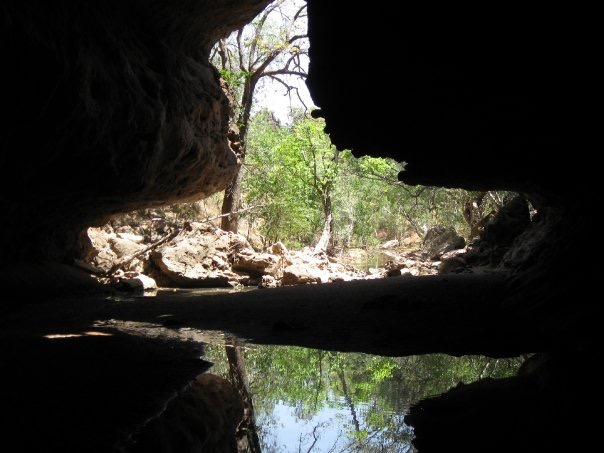
Вход в пещеру
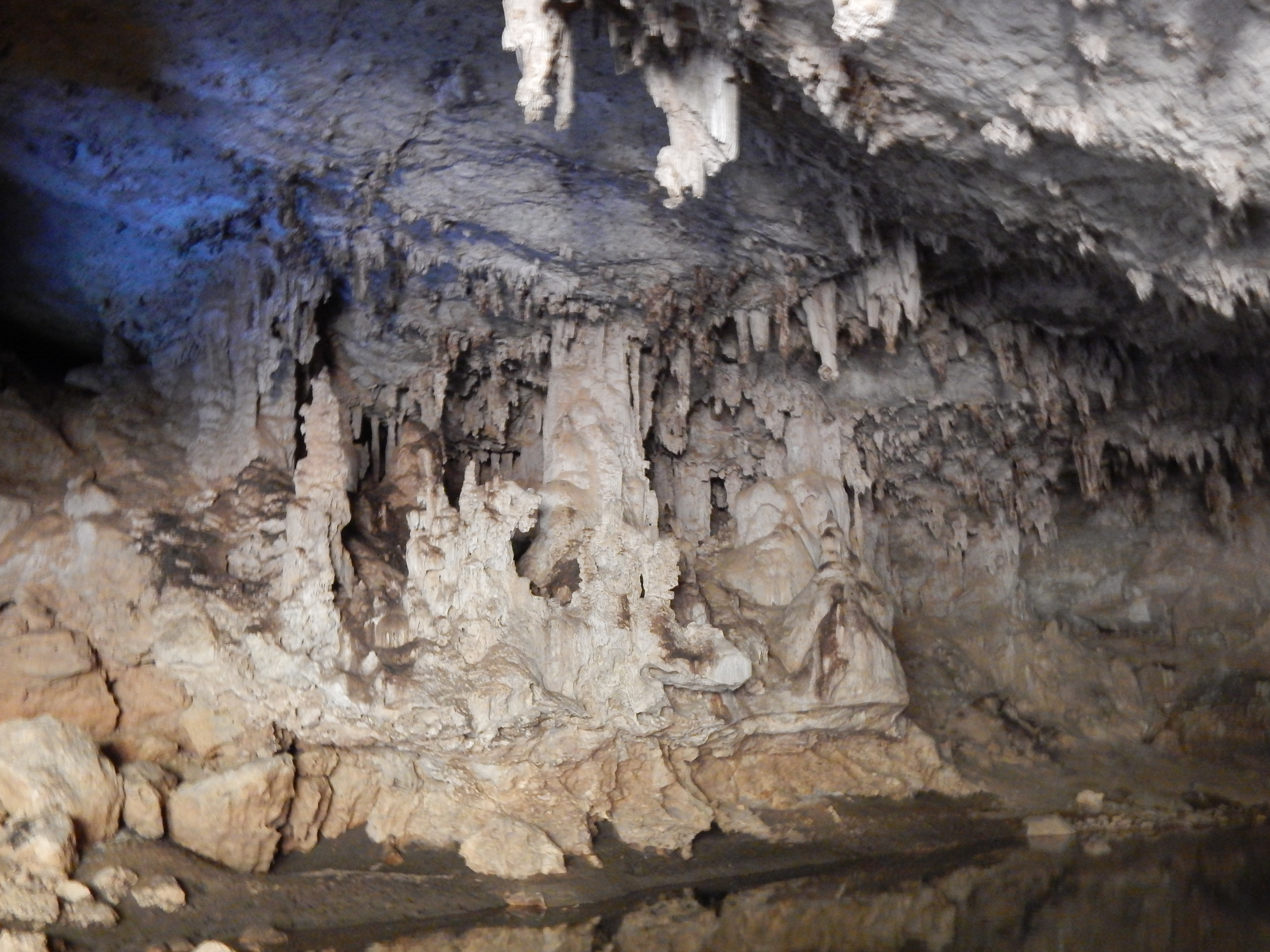
Внутри пещеры
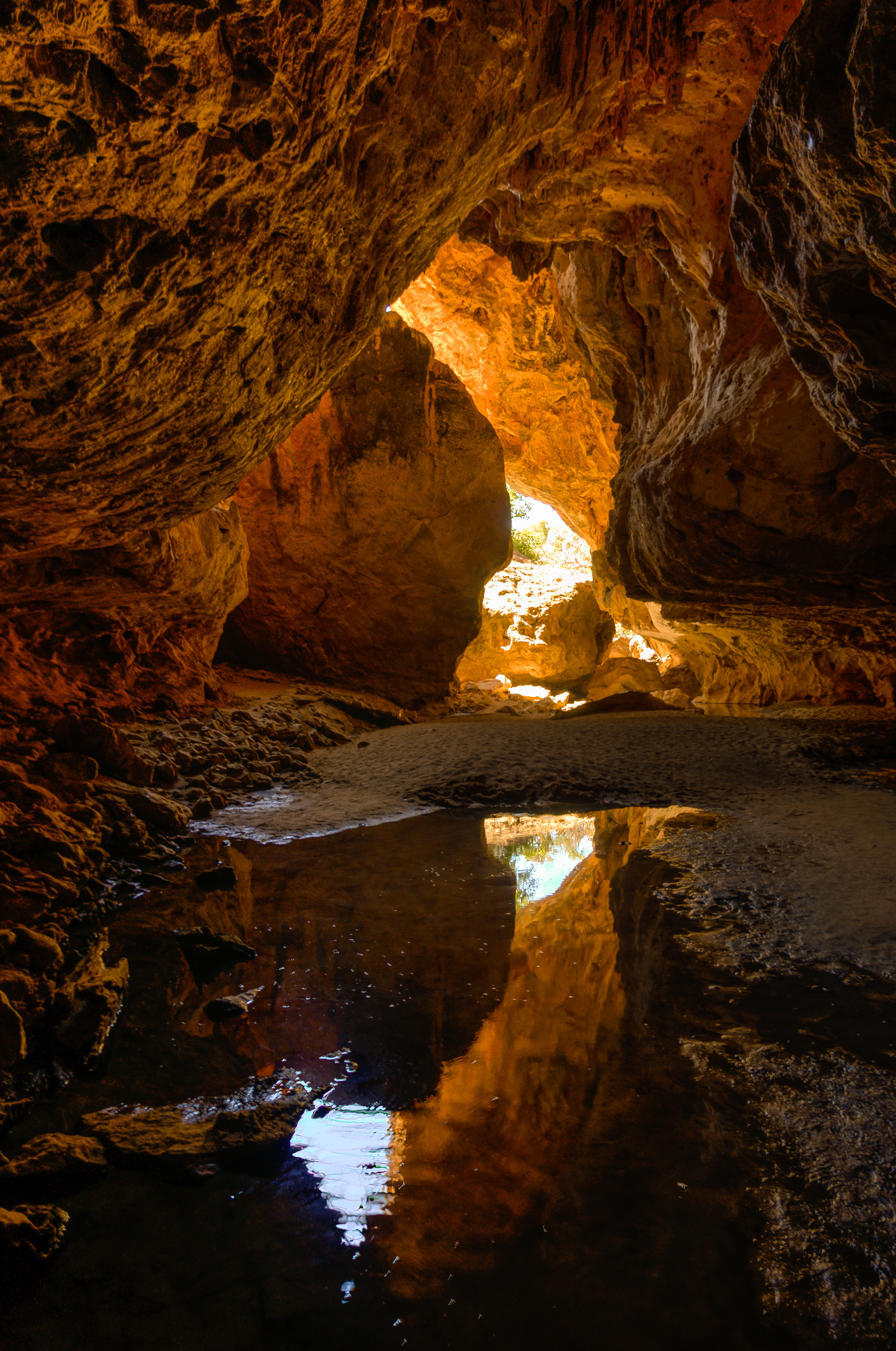
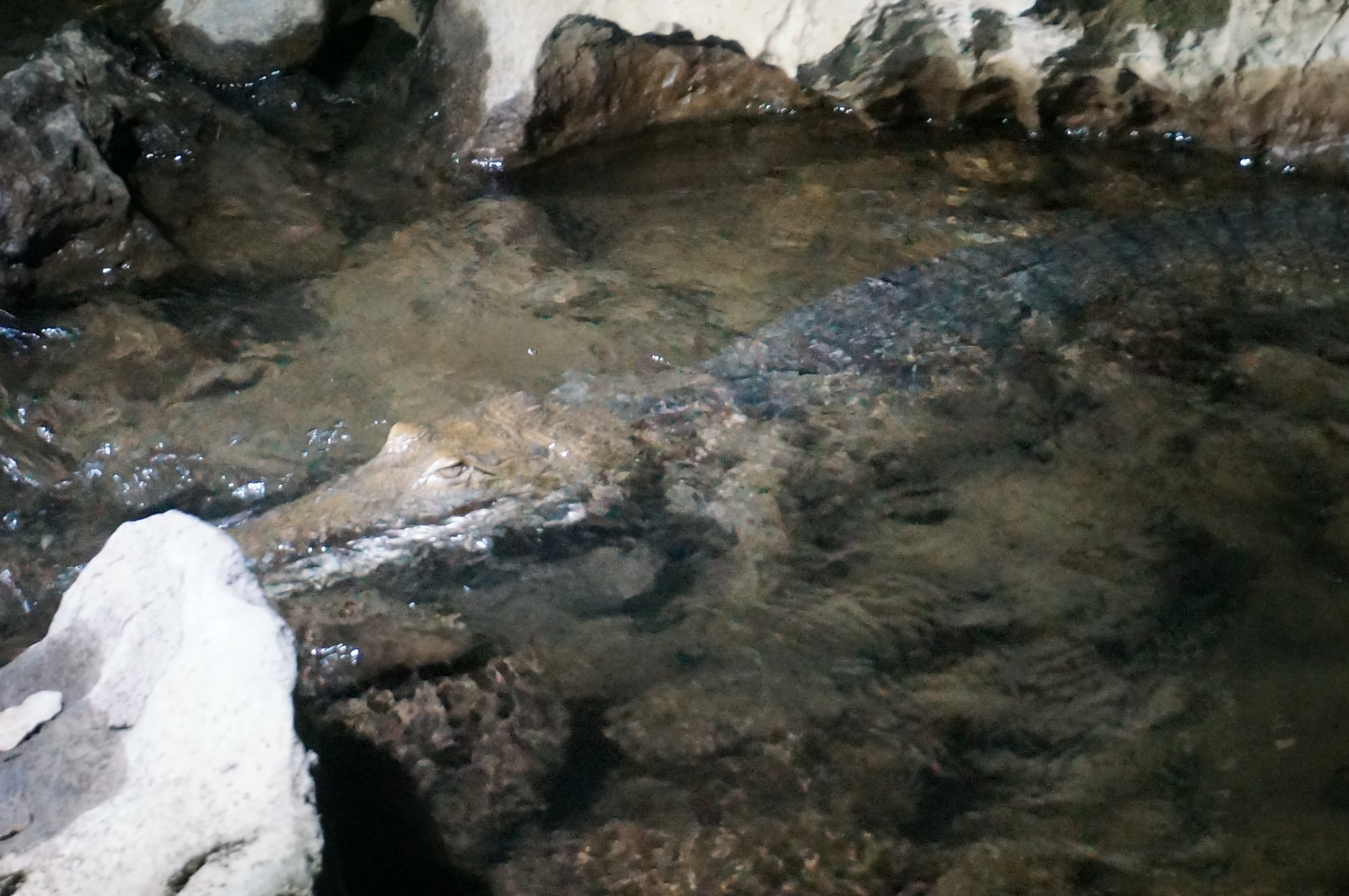
Австралийский узкорылый крокодил в пещере